# Thomas Hill
Pour les articles homonymes, voir Thomas Hill (homonymie), Hill et Tom Hill.
Thomas « Tom » Hill  (né le 17 novembre 1949 à La Nouvelle-Orléans) est un athlète américain spécialiste du 110 mètres haies. 

## Carrière
Il est l'auteur de la meilleure performance mondiale de l'année 1970 sur 110 m haies avec le temps de 13 s 42. Vainqueur des sélections olympiques américaines de 1972 à Eugene, Thomas Hill figure parmi les favoris des Jeux olympiques de Munich. Il y remporte la médaille de bronze dans le temps de 13 s 48, s'inclinant face à son compatriote Rod Milburn (13 s 24, nouveau record du monde) et au Français Guy Drut (13 s 34).
Il décroche trois titres de champion des États-Unis : deux sur 110 yards haies en 1970 et 1973, et un sur 110 m haies en 1976. Il se classe par ailleurs deuxième des Championnats NCAA de 1972.

### Palmarès
| Date | Compétition     | Lieu   | Résultat | Performance |
| ---- | --------------- | ------ | -------- | ----------- |
| 1972 | Jeux olympiques | Munich | 3e       | 13 s 48     |

### Records
| Épreuve     | Performance | Lieu        | Date         |
| ----------- | ----------- | ----------- | ------------ |
| 110 m haies | 13 s 42     | Bakersfield | 26 juin 1970 |